# Hisanori Shirasawa
Hisanori Shirasawa (japonès: 白澤久則)  (Kōbe, 13 de desembre de 1964), és un futbolista japonès.

## Selecció japonesa
Va formar part de l'equip olímpic japonès a la Copa d'Àsia de 1988.